# 제이 해링턴
제이 해링턴(Jay Harrington, 1971년 11월 15일 ~ )은 미국의 배우이다.

## 출연 작품
- 큐브: 예스 오어 노 - 샘 역
- 헤이 브라더 - 거스 역
- S.W.A.T. (2017년 드라마) - 디콘 역